# Żelu wojwoda (miejscowość)
Żelu wojwoda (bułg. Желю войвода) – wieś w Bułgarii, w obwodzie Sliwen, w gminie Sliwen. Według danych szacunkowych Ujednoliconego Systemu Ewidencji Ludności oraz Usług Administracyjnych dla Ludności, 15 czerwca 2020 roku miejscowość liczyła 2 316 mieszkańców.
Nazwa miejscowości wywodzi się od zasłużonego bułgarskiego hajduka Żeleza Żelezczewa nazywanego Żelu wojwodą.

## Osoby związane z miejscowością

### Urodzeni
- Sybi Sybew (1828–1893) – bułgarski generał major
- Żelu wojwoda (1828–1893) – bułgarski hajduk, uczestnik wojny rosyjsko-tureckiej